# Екатерина Клевская (1417—1479)
Екатерина Клевская (25 мая 1417 — 10 февраля 1479) — герцогиня Гелдерна в браке с Арнольдом Эгмонтом. Регент Гелдерна в отсутствие мужа в 1450 году.

## Жизнь
Екатерина была дочерью Адольфа I, герцога Клевского, и его второй супруги Марии Бургундской. Она была племянницей Филиппа Доброго.
Екатерина жила с родителями до 1431 года, будучи уже год как замужем. У неё были тесные отношения с Филиппом Бургундским, которому не доверял её муж. Екатерина отправила свою дочь Марию на воспитание при бургундском дворе. Наказание города Дриель стоило её мужу поддержки его герцогства. Екатерина была посредником между её мужем и сословиями. В 1450 году герцог Арнольд отправился в паломничество в Рим и Палестину. Во время его отсутствия Екатерина была регентом.
Она помогала своему сыну Адольфа, когда он унаследовал бремя правления от своего отца. Карл, герцог Бургундский, взял Адольфа в плен в 1470 году, когда он показался ему ненадежным союзником Бургундии. Екатерина провела свои последние годы в Лобите, где и умерла в 1476 году.

## Часослов
26 января 1430 года, выйдя замуж за Арнольда, Екатерина заказала часослов. Часослов содержит её родословную, а также изображение самой Екатерины в молитве. Часослов был утерян на протяжении четырёхсот лет, прежде чем всплыл на поверхность в 1856 году. Это одна из наиболее богато украшенных книг такого рода, которые сохранилась до наших дней.

## Дети
У Екатерины было пятеро детей:
- Мария Эгмонт (1432—1463), с 1449 жена Якова II Стюарта Шотландского (1430—1460)
- Маргарита (1436—1486), с 1454 жена пфальцграфа Фридриха I фон Зиммерн (1417—1480)
- Вильгельм, умер в молодости
- Адольф (1438—1477), герцог Гельдерна
- Екатерина (1439—1496) — возможно, тайно была замужем за льежским епископом Луи де Бурбоном; от их старшего сына Пьера де Бурбон-Бюссе ведет своё начало род Бурбон-Бюссе.